# Astragalus episcopus
Astragalus episcopus es una especie de planta del género Astragalus, de la familia de las leguminosas, orden Fabales.

## Distribución
Astragalus episcopus se distribuye por Estados Unidos (Arizona, Nuevo México y Utah).

## Taxonomía
Fue descrita científicamente por S. Wats. Fue publicado en Proceedings of the American Academy of Arts 10: 346 (1875).
Sinonimia
- Astragalus episcopa (S. Wats.) Kuntze
Astragalus kaibensis (M. E. Jones) Rydb.
Astragalus kaibensis M. E. Jones